# Maxime Bouet
Pour les articles homonymes, voir Bouet.
Maxime Bouet, né le 3 novembre 1986 à Belley, est un coureur cycliste français, professionnel de 2008 à 2023, au sein des équipes Agritubel et Arkéa-Samsic. Après sa carrière de coureur, il devient directeur sportif.

## Biographie

### Jeunesse et carrière amateur
Maxime Bouet commence le sport par le football, à Artemare. Poussé par son père vers le cyclisme, il est inscrit au club de Culoz-Belley à l'âge de 13 ans, en catégorie minime première année. La première année, ce sport lui déplaît. Les victoires arrivant, il commence à aimer le cyclisme l'année suivante. Il a alors rejoint le Lyon sprint évolution.
En 2003, en catégorie juniors, il rejoint le club Chambéry cyclisme compétition, en catégorie junior. Il est deuxième du Challenge national juniors, du Tour de la Provence-Alpes-Côte d'Azur et troisième du championnat de France du contre-la-montre. En 2004, il court pour le VC La Pomme Marseille et est suivi par Dominique Garde au sein du pôle espoir de Saint-Étienne. Il remporte le championnat de France de poursuite juniors et une manche du Challenge national juniors, dont il prend à nouveau la deuxième place finale. Il est aussi deuxième de la Classique des Alpes juniors, du championnat de France du contre-la-montre, et la troisième place du Grand Prix des Nations juniors. Sélectionné en équipe de France juniors sur route et sur piste, il est quatrième du championnat du monde de poursuite par équipes et onzième du championnat du monde du contre-la-montre,.
Repéré par Vincent Lavenu, manager de l'équipe professionnelle AG2R La Mondiale, Maxime Bouet intègre en 2005 le Chambéry CF, réserve de cette équipe, en catégorie espoirs (moins de 23 ans). Malgré une victoire au Tour de La Réunion, cette année n'est pas satisfaisante : « Là, je me suis cru arrivé. Je pensais que j’allais forcément passer pro. Je suis passé du centre de formation de Saint-Etienne où l’on était très encadré à une vie en appartement avec d’autres collègues. Je n’ai pas été assez sérieux, je ne m’entraînais pas assez et mon hygiène de vie n’était pas bonne. Résultat, je me suis pris des claques en course. Mais cela m’a aussi servi de leçon ». Il revient alors au VC La Pomme en 2006. Il est vainqueur du Grand Prix de Peymeinade, du Tour de Basse-Ardèche, du championnat de Provence espoirs sur route et des championnats de Provence de poursuite individuelle et de la course aux points. En 2007, il gagne le Tour d'Eure-et-Loir et le Grand Prix d'Orcières 1850, et se classe troisième de la Ronde de l'Isard d'Ariège et quatrième du Rhône-Alpes Isère Tour et du championnat de France du contre-la-montre espoirs. Il est plusieurs fois sélectionné en équipe de France des moins de 23 ans.
À compter du mois d'août, il est enrôlé en tant que stagiaire au sein de l'équipe Agritubel, dont le directeur sportif Emmanuel Hubert l'a repéré lors du Tour Nord Isère. Il participe à cinq compétitions avec cette équipe, dont le Tour de l'Ain. À l'issue du stage, il signe un contrat professionnel avec Agritubel pour les deux saisons à venir.

### 2008-2009: Début de carrière professionnelle chez Agritubel

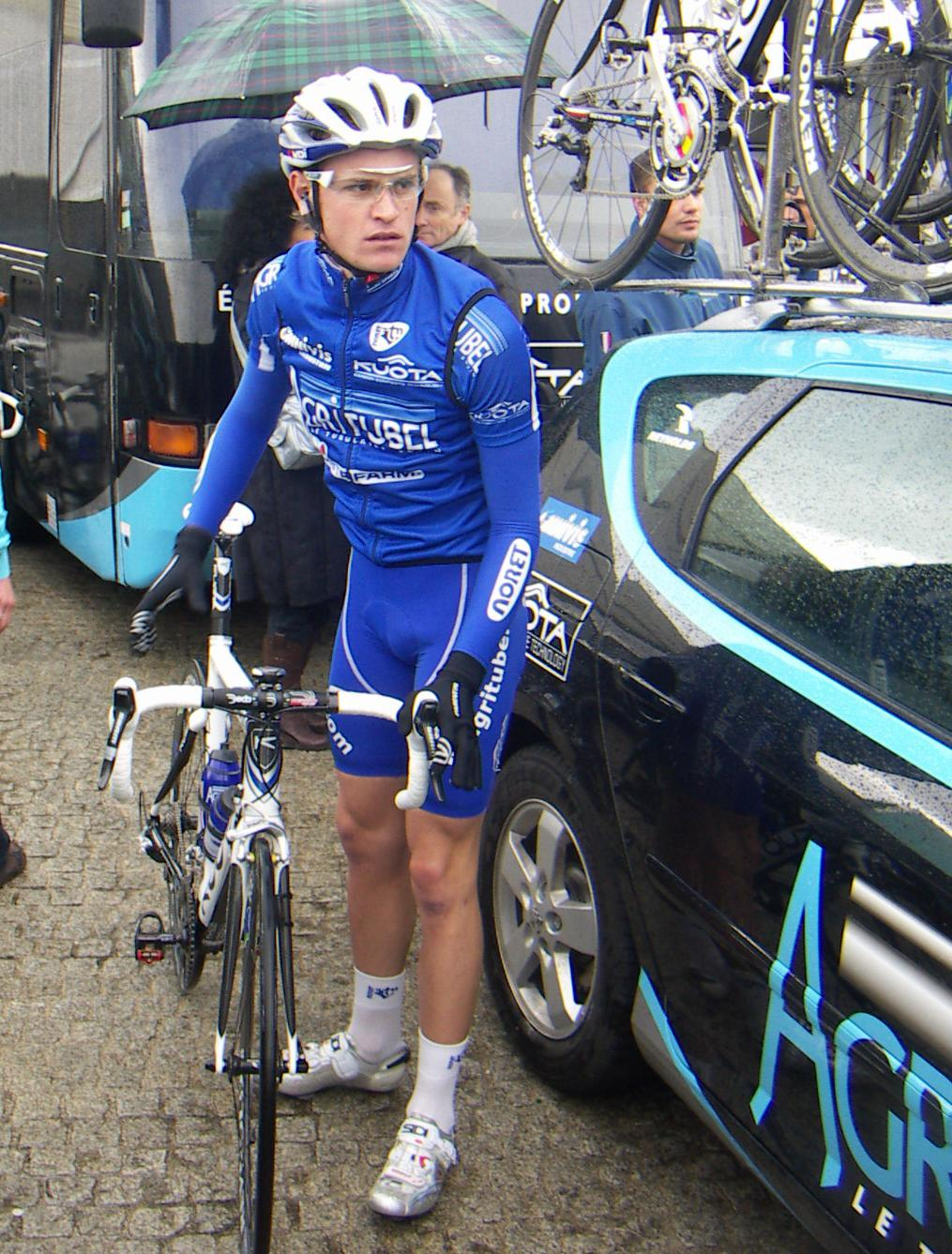
Maxime Bouet, ici lors du départ du Grand Prix d'ouverture La Marseillaise

Sa première victoire sous ses nouvelles couleurs intervient dès le mois de mars lors du prologue du Tour de Normandie qu'il remporte devant Jos van Emden et son compatriote David Le Lay. À l'aise lorsque la route s'élève, il démontre également sa vélocité lors de la seconde étape du Tour de l'Ain où il termine troisième derrière Greg Van Avermaet et František Raboň. Ses derniers faits d'armes de la saison interviennent à l'occasion du Tour de l'Avenir, où il décroche quelques accessits.
Maxime Bouet commence la saison 2009 avec un septième place du Grand Prix d'ouverture La Marseillaise et une seconde place du classement général des Trois jours de Vaucluse, dont il remporte la première étape à Bédoin devant son équipier Le Lay. Après Paris-Nice, il participe au Tour de l'Alentejo au Portugal. Vainqueur de la première étape en tant qu'échappé, il perd le maillot de leader après deux étapes mais décroche le classement général après avoir été le plus régulier lors des étapes-clé. Moins de dix jours plus tard, il achève le Rhône-Alpes Isère Tour en troisième position. Il s'impose à nouveau aux Boucles de l'Aulne en battant au sprint Anthony Roux et Mickaël Larpe. Il termine septième du Grand Prix du canton d'Argovie. Il est récompensé de son début de saison avec une sélection pour le Tour de France. Il obtient une neuvième place dès la troisième étape, et  avec une dix-septième place au sommet du Mont-Ventoux lors de l'étape reine de l'édition. Finalement, il est 69e du classement général. Sa saison s'achève sur le Tour de l'Ain où, pour la troisième année d'affilée, il obtient de bons résultats.
Agritubel disparait en fin de saison. Ses bons résultats lui permettent de rejoindre l'équipe ProTour AG2R La Mondiale en 2010 et donc d'évoluer au plus haut niveau du cyclisme mondial.

### 2010-2014: AG2R La Mondiale

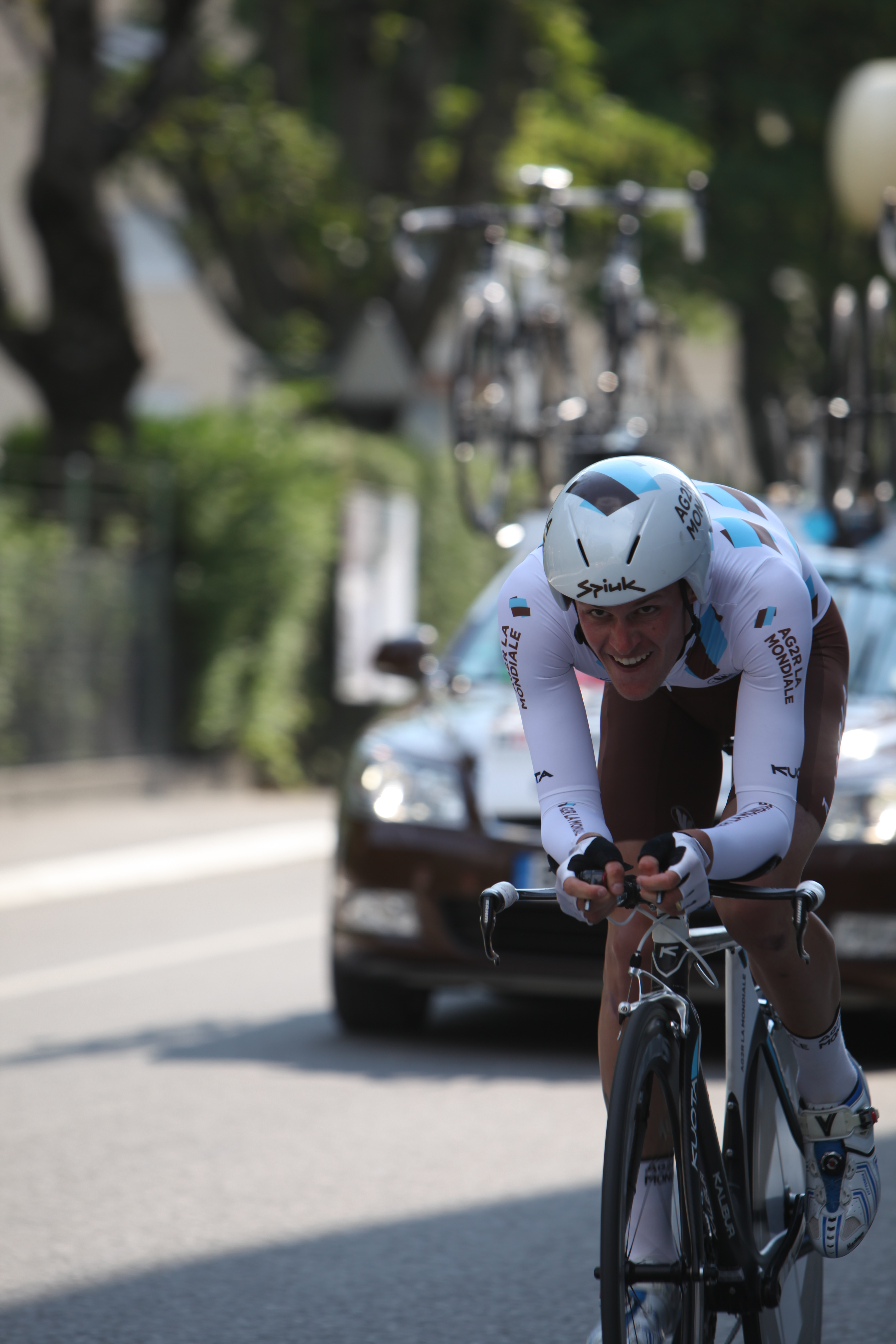
Maxime Bouet lors du prologue du Tour de Romandie 2011.

Comme les années précédentes, il débute bien sa saison, avec une quatrième place au Grand Prix de Lugano et une septième place au Grand Prix Miguel Indurain. Après avoir été neuvième du Circuit de Lorraine, il prend part à nouveau au Tour de France. Il finit à la deuxième place de la deuxième étape entre Bruxelles et Spa derrière Sylvain Chavanel, en prenant la tête du peloton qui ne dispute pas le sprint. Il fait également partie de la bonne échappée de la dixième étape mais ne termine que sixième à trois minutes du vainqueur, Sérgio Paulinho. Il concrétise enfin ses bons résultats sur le Tour de l'Ain en enlevant la troisième étape menant à Ardent, au sprint, devant Greg Van Avermaet.
Sa saison 2011 est composée d'un programme de course similaire à l'année précédente. Cependant, il s'avère que Bouet est beaucoup moins visible, ses meilleurs résultats en première partie de saison étant deux huitième place finale à l'Étoile de Bessèges et lors du Gran Premio dell'Insubria. Il prend le départ du Tour de France pour la troisième année d'affilée et y signe sa meilleure performance sur un grand tour, 55e. Il faut attendre la fin de l'année pour revoir Maxime Bouet parmi les meilleurs avec une troisième position au Tour de Vendée.
Pour 2012, c'est encore une fois en tout début de saison qu'il se distingue en terminant cinquième de l'Étoile de Bessèges et huitième du Tour du Haut-Var. Il conclut ses trois courses suivantes, le Critérium International, le Grand Prix de Lugano et Paris-Nice, au sein des quinze premiers du classement final. Après une quatrième participation au Tour de France qu'il effectue sans briller, il achève pour la première fois de sa carrière dans les vingt premiers du Tour d'Espagne. À la fin de septembre, il fait partie de la sélection des neuf coureurs français participant à la course en ligne des championnats du monde, avec pour leader Thomas Voeckler.
En 2013, Bouet commence sa saison par une sixième place au Grand Prix d'ouverture La Marseillaise. Dixième du Tour d'Oman en février puis septième du Critérium international en mars, il renoue avec la victoire en avril lors de la 1rea étape du Tour du Trentin, où il s'impose au terme d'une longue échappée. Il cède le maillot de leader à la suite du contre-la-montre par équipes avant de le reprendre le lendemain. À la veille de l'arrivée, Bouet est en tête du classement général avec plus de trois minutes d'avance sur Kanstantsin Siutsou. Distancé dans la dernière montée de la course, Bouet termine ce Tour du Trentin à la troisième place, derrière Vincenzo Nibali et Mauro Santambrogio. Alors qu'il a pris la huitième place de la troisième étape du Tour de France à Calvi, il chute dans le final de la cinquième, à Marseille, et ne repart pas le lendemain en raison d'une fracture du radius gauche.
En 2014, Bouet entame son année par une quinzième place au Tour Down Under. Sixième en mars du Grand Prix de Lugano, il participe ensuite à Paris-Nice. Chutant au cours de la cinquième étape, il ne peut reprendre la course en raison d'une fracture de la clavicule gauche.

### 2015-2016: Etixx-Quick Step
Fin 2014 il fait le choix de rejoindre l'équipe Etixx-Quick Step. Il débute sous ses nouvelles couleurs sur le Tour Down Under où il décroche une 4e place d'étape. Son calendrier s'articule autour des courses World Tour, il est ainsi aligné sur Paris-Nice, le Tour de Catalogne, la Flèche wallonne, Liège-Bastogne-Liège, le Tour de Romandie avant de prendre part à son second Giro. Au sortir de celui-ci, on le retrouve de nouveau sur des compétitions de premier plan, Critérium du Dauphiné, Tour de Pologne et un deuxième Grand Tour, la Vuelta.
Il figure dans la sélection française constituée pour le premier championnat d'Europe sur route professionnel disputé à Plumelec.

### 2017-2023: de Fortuneo-Oscaro à Arkéa-Samsic
Le 31 août 2016 est annoncé le départ de Maxime Bouet de la formation Etixx-Quick Step pour l'équipe continentale professionnelle française Fortuneo-Vital Concept en vue de la saison 2017. Bouet y connait des débuts heureux, deuxième pour sa course de rentrée, le GP La Marseillaise, seulement devancé par Arthur Vichot. Il pense avoir manqué la victoire en lançant trop tôt son sprint dans une arrivée exposée au mistral.
En août 2018, il termine neuvième du Tour Poitou-Charentes remporté par Arnaud Démare.
Maxime Bouet chute au cours de la première étape de Paris-Nice 2021, ce qui lui cause une fracture à une vertèbre. Il ne prend pas le départ de la sixième étape. Son mois de mai est ensuite perturbé en raison d'un test positif au SARS-CoV-2.
En fin de contrat en fin d'année 2021, celui-ci est prolongé jusqu'en fin d'année 2022. 
Il met un terme à sa carrière à l'issue de la saison 2023.
Il devient dès la saison suivante le premier directeur sportif de la nouvelle formation Arkéa-B&B Hôtels Développement, l’équipe réserve Arkéa-B&B Hôtels.

## Palmarès sur route

### Coureur amateur
| - 2003 - 2e du Challenge National juniors - 3e du championnat de France du contre-la-montre juniors - 2004 - Tour des Pays d’Olliergues et d’Arlanc : - Classement général - 1re et 2ea (contre-la-montre) étapes - 1re étape du Tour du Valromey - 1re et 3e épreuves du Tour PACA juniors - 2e de la Classique des Alpes juniors - 2e du championnat de France du contre-la-montre juniors - 2e du Challenge National juniors - 3e du Grand Prix des Nations juniors - 2005 - Tour de La Réunion : - Classement général - 5e étape - 3e du Tour du Béarn | - 2006 - Grand Prix de Peymeinade - 2e épreuve du Tour de l'Ardèche méridionale - 3e du championnat de Provence sur route - 2007 - Tour d'Eure-et-Loir : - Classement général - 1re étape - Grand Prix d’Orcières-Merlette - 2e du Tour du Pays Roannais - 3e de la Ronde de l'Isard |

### Coureur professionnel
| - 2008 - Prologue du Tour de Normandie - 2009 - 1re étape des Trois Jours de Vaucluse - Tour de l'Alentejo : - Classement général - 1re étape - Boucles de l'Aulne - 2e des Trois Jours de Vaucluse - 3e du Rhône-Alpes Isère Tour - 2010 - 3e étape du Tour de l'Ain | - 2011 - 3e du Tour de Vendée - 2013 - 1rea étape du Tour du Trentin - 3e du Tour du Trentin - 2014 - 3e du championnat de France du contre-la-montre - 2017 - 2e du Grand Prix d'ouverture La Marseillaise - 2018 - 1re étape du Tour de Savoie Mont-Blanc |

### Résultats sur les grands tours

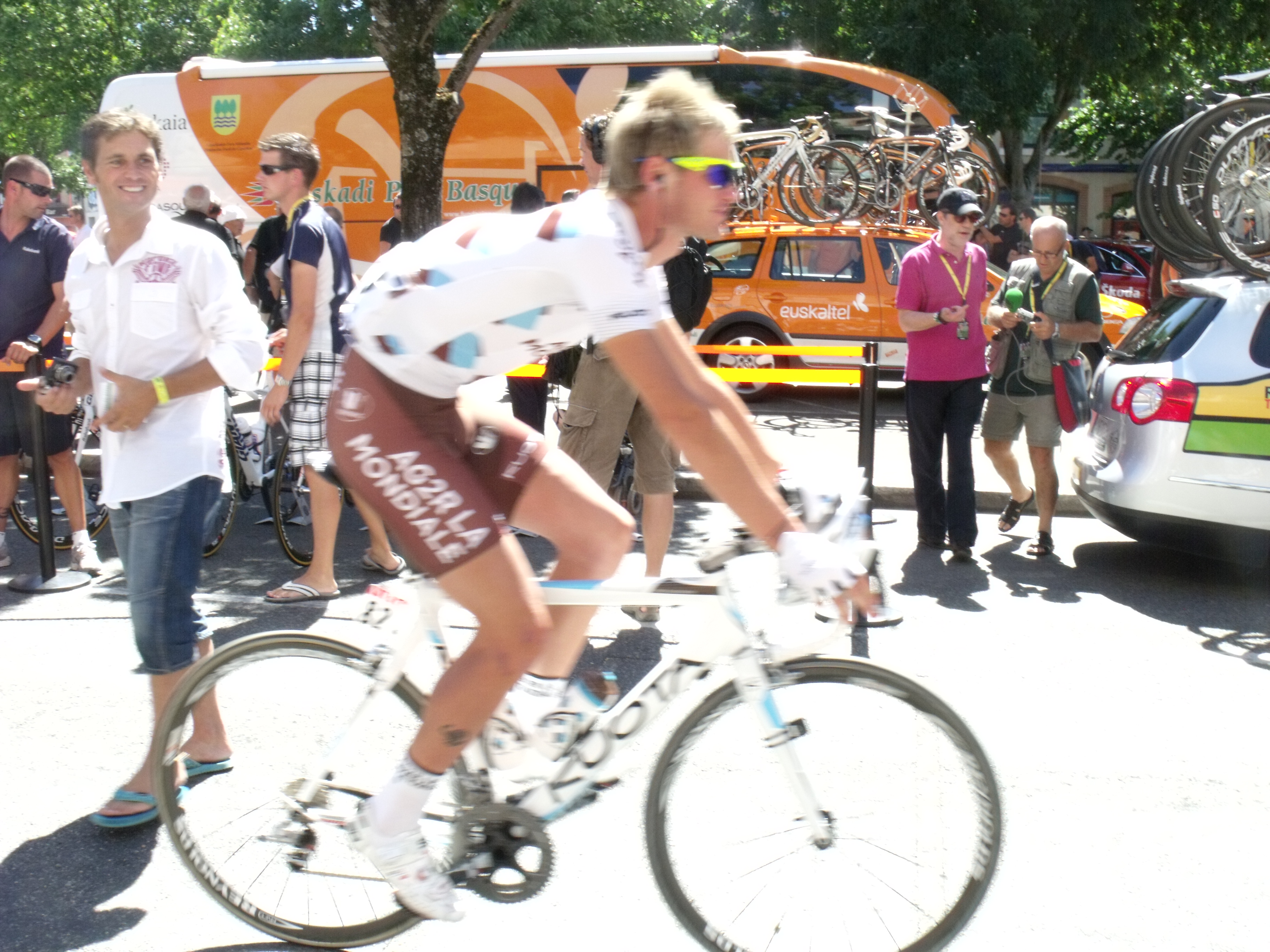
Maxime Bouet lors du Tour de France 2010.

#### Tour de France
9 participations
- 2009 : 70e
- 2010 : 106e
- 2011 : 55e
- 2012 : 55e
- 2013 : non-partant (6e étape).
- 2017 : 55e
- 2018 : 42e
- 2019 : 74e
- 2022 : 50e

#### Tour d'Italie
3 participations
- 2014 : 38e
- 2015 : 47e
- 2023 : 80e

#### Tour d'Espagne
4 participations
- 2012 : 20e
- 2014 : abandon (11e étape)
- 2015 : 28e
- 2016 : 47e

### Classements mondiaux
| Année                                 | 2007 | 2008 | 2009 | 2010 | 2011 | 2012 | 2013 | 2014 | 2015 | 2016 | 2017 | 2018 | 2019  | 2020  | 2021 | 2022 |
| ------------------------------------- | ---- | ---- | ---- | ---- | ---- | ---- | ---- | ---- | ---- | ---- | ---- | ---- | ----- | ----- | ---- | ---- |
| Calendrier mondial                    |      |      | nc   | 166e |      |      |      |      |      |      |      |      |       |       |      |      |
| UCI World Tour                        |      |      |      |      | nc   | 207e | nc   | 222e | 195e | 168e | nc   | nc   |       |       |      |      |
| Classement mondial                    |      |      |      |      |      |      |      |      |      | 476e | 329e | 689e | 2418e | 1445e | 511e | 412e |
| UCI Europe Tour                       | 496e | 296e | 23e  |      |      |      |      |      |      | 468e | 167e | 578e | 1546e | 1084e | 414e | 330e |
|                                       |      |      |      |      |      |      |      |      |      |      |      |      |       |       |      |      |
| Légende : nc = non classéSource : UCI |      |      |      |      |      |      |      |      |      |      |      |      |       |       |      |      |

## Palmarès sur piste

### Championnats nationaux
- 2003
  - 3e de la poursuite individuelle juniors
- 2004
  -  Champion de France de poursuite individuelle juniors
- 2007
  - 2e de la poursuite individuelle